# سیستم کتابخانه

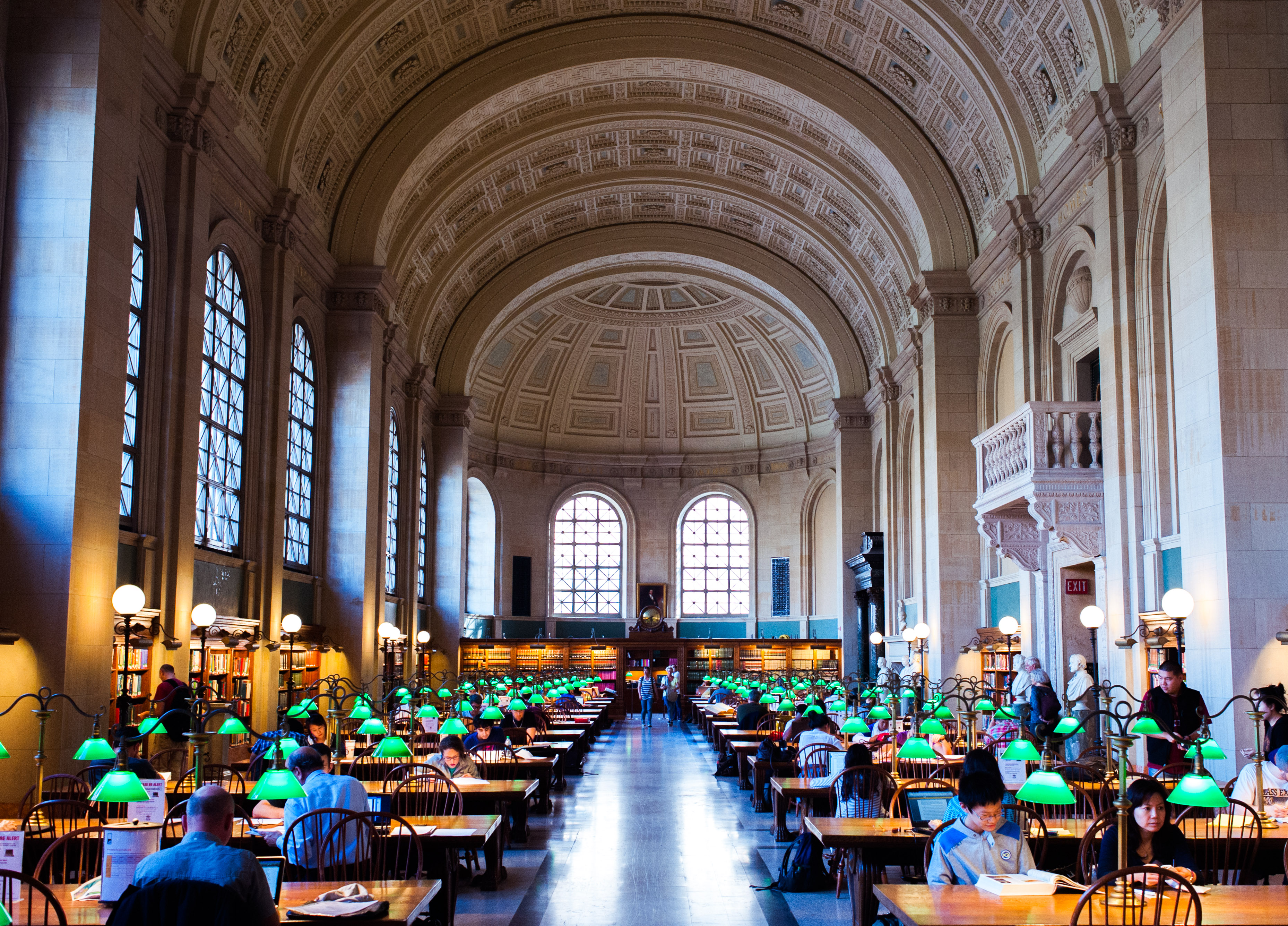
اتاق مطالعه در ساختمان مک کیم در سال ۲۰۱۳

سیستم کتابخانه یک سازمان مرکزی است که برای مدیریت و هماهنگی عملیات و خدمات در یا بین مراکز مختلف، ساختمان‌ها یا شعب کتابخانه‌ها و مراجعان کتابخانه ایجاد شده است. آنها از طبقه‌بندی کتابخانه‌ای برای سازمان‌دهی کتاب‌ها و اسناد خود استفاده می‌کنند و امروزه نیز یک سیستم کتابخانه یکپارچه را بکار می‌گیرند - یک سیستم برنامه‌ریزی منابع سازمانی برای کتابخانه‌ها که برای ردیابی اقلام در اختیار، سفارش‌های انجام‌شده و مشتریانی که کتاب قرض گرفته‌اند استفاده می‌شود. بسیاری از شهرستان‌ها، ایالت‌ها و دانشگاه‌ها سیستم‌های کتابخانه‌ای خود را توسعه داده‌اند. به عنوان مثال، کتابخانه عمومی لندن در کانادا دارای ۱۶ شعبه، و کتابخانه‌های منطقه شهری هلسینکی، در فنلاند، دارای ۶۳ کتابخانه است. برخی از کشورها، مانند ونزوئلا، تنها یک سیستم کتابخانه برای کل کشور دارند. کتابخانه ملی ونزوئلا ۶۸۵ شعبه دارد.